# Eugenia Kumacheva
Eugenia Kumacheva es una química canadiense originaria de Ucrania. Es especialista de la materia blanda.

## Biografía
Nació en Odesa, en la entonces Unión Soviética. Obtuvo una licencia en la Universidad Politécnica de San Petersburgo. Trabajó varios años en la industria e hizo un doctorado en Fisicoquímica en la Academia de Ciencias de Rusia. En 1985, se convirtió en investigadora asociada al departamento de Química de la Universidad Estatal de Moscú. 
Entre 1991 y 1994 hizo investigaciones postdoctorales con el profesor Jacob Klein en el Instituto Weizmann de Ciencias sobre la lubrificación de las articulaciones humanas. En 1996, se vinculó a la Universidad de Toronto como profesora adjunta. En 2000, se convirtió en agregada y en 2009, en titular.

## Recompenses y honores
- 2009: Premio L'Oréal-Unesco a Mujeres en ciencia para el desarrollo de nuevos materiales en las numerosas aplicaciones cuya terapia dirigida al tratamiento del cáncer,[3][4]
- 2016: Miembro de la Royal Society[5]